# آنتانیفوتسی
آنتانیفوتسی (به لاتین: Antanifotsy) یک منطقهٔ مسکونی در ماداگاسکار است که در واکینانکاراترا واقع شده‌است. آنتانیفوتسی ۲۵۱٫۵۹ کیلومتر مربع مساحت و ۵۴٬۴۴۸ نفر جمعیت دارد.